# Anton Grygoryevich Rubinstein
Anton Grygoryevich Rubinstein (tiếng Nga: Антон Григорьевич Рубинштейн, Anton Grigor'evič Rubinštejn) (1829-1894) là nhà soạn nhạc, nghệ sĩ piano, nhạc trưởng, nhà sư phạm người Nga.
Ông là anh của nhà soạn nhạc và nhạc sĩ đàn dương cầm Nikolai Rubinstein.

## Tiểu sử
Anton Rubinstein được mẹ dạy âm nhạc, sau đó, Rubinstein theo học Alexander Villoing. Rubinstein khởi đầu sự nghiệp tại Moskva vào năm 1839, lưu diễn tại châu Âu trong các năm 1840-1843. Ông học sáng tác tại Berlin vào năm 1844-1846. Trở về nước, Rubinstein định cư tại Sankt Petersburg, là nghệ sĩ piano và nhạc trưởng của triều đình. Ông sáng lập Nhạc viện Sankt Petersburg vào năm 1862, trở thành giám đốc và giáo sư của nhạc viện trong nhiều năm. Cuối đời, Rubinstein chủ yếu sống ở Dresden, giao du thân mật với Franz Liszt, Giacomo Meyerbeer, Felix Mendelssohn và Hans von Bulöw. Rubinstein trở thành viện sĩ Viện Pháp quốc từ năm 1874.

## Phong cách sáng tác
Anton Rubinstein sáng tác các tác phẩm trữ tình, lãng mạn, giàu tính giai điệu và sức biểu cảm, sử dụng màu sắc phương Đông rất tinh tế. Rubinstein còn đặt nền móng cho sự nghiệp giáo dục âm nhạc chuyên nghiệp ở nước Nga.

## Sáng tác
Dưới đây là các tác phẩm của Anton Rubinstein: 
- 16 vở opera, trong đó có:

- Con quỷ (1875)
- Neron (1879)

- Oratorio Thiên đường đánh mất (1855)
- Những tác phẩm cho dàn nhạc giao hưởng, trong đó có:

- Giao hưởng:

- Số 2 Đại dương (1854)
- Số 4 Bi kịch (1874)
- Số 5 Giao hưởng Nga (1880)

- Giao hưởng thơ Faust (1854)

- Các tác phẩm hòa tấu thính phòng
- 160 bản romance